# Tragedia del Galeras
La tragedia del Galeras se refiere a la muerte de nueve personas, seis científicos y tres turistas, como resultado de la erupción de enero de 1993 del volcán Galeras. Los geólogos Stanley Williams, Marta Lucía Calvache y tres otros sobrevivieron el evento.
Los científicos fueron al Galeras, volcán ubicado en el sur de Colombia, para coleccionar datos sobre sus gases. Asistieron a conferencias organizadas por las Naciones Unidas en la ciudad de San Juan de Pasto.